# KATZE (KATZEのアルバム)
『KATZE』（カッツェ）は、KATZEのベストアルバム。1991年5月16日発売。発売元はテイチク・レコード（現・テイチクエンタテインメント）。

## 解説
KATZE初のベスト・アルバム。解散ツアー最終公演の直前に発売された。7曲のリミックス・ヴァージョン及び、アルバム未収録のシングルのカップリング曲（「CHEEK TIME」、「BIG BOSS」）を網羅している。初回プレスにはオリジナル・ブックレットが封入されている。

## 収録曲
1. LOVE GENERATION
2. TEEN (Re-Mix)
3. CHEEK TIME (Re-Mix)
4. HEART VISION (Re-Mix)
5. DON'T CRY ANY MORE
6. SOME DAY (Re-Mix)
7. 90's PAIN (Re-Mix)
8. MOTION (Re-Mix)
9. BIG BOSS
10. STAY FREE
11. 僕の顔 (WE ARE THE CHILDREN)
12. Good Times Bad Times (Re-Mix)
13. AGAIN
14. LOVE IS HERE
15. SMALL ISLAND